# Champagne-Vigny
Champagne-Vigny – miejscowość i gmina we Francji, w regionie Nowa Akwitania, w departamencie Charente.
Według danych na rok 1990 gminę zamieszkiwały 193 osoby, a gęstość zaludnienia wynosiła 23 osób/km² (wśród 1467 gmin regionu Poitou-Charentes Champagne-Vigny plasuje się na 804. miejscu pod względem liczby ludności, natomiast pod względem powierzchni na miejscu 920.).